# E.D.A.R.
E.D.A.R. (Everyone Deserves A Roof) ist eine Non-Profit-Organisation mit Sitz in Los Angeles, die mobile Schlafmöglichkeiten an Obdachlose verschenkt. Jedes EDAR ist ein kleiner Wagen auf vier Rädern, der sich wie ein Zelt aufklappen lässt und dann eine kleine Übernachtungsmöglichkeit bietet. Weiterhin bietet das EDAR Stauraum für Utensilien und lässt sich tagsüber zusammenklappen.

## Geschichte
EDAR wurde im Jahr 2007 von dem Filmproduzenten Peter Samuelson gegründet. Samuelson kam auf die Idee, nachdem er mit Obdachlosen in Los Angeles sprach. Das EDAR wurde von College-Studenten bei einem Wettbewerb im Art Center College of Design in Pasadena (Kalifornien) entworfen.
Die Studenten Eric Lindeman and Jason Zasa entwarfen das Design and Samuelson ließ daraufhin das EDAR von einem Einkaufswagenhersteller bauen.
Nach etwa neu Prototypen wurden im Sommer 2008 die ersten 60 EDAR-Einheiten in Los Angeles an Bedürftige verteilt.
EDARs wurden außerdem in Phoenix (Arizona) und in Camden (New Jersey) getestet.